# Квандт, Гюнтер
Гюнтер Квандт (нем. Günther Quandt; 28 июля 1881, Прицвальк — 30 декабря 1954, Каир) — немецкий промышленник и предприниматель, фюрер военной экономики (Wehrwirtschaftsführer) (1937), основатель промышленной империи, в которую сегодня входят автоконцерн BMW AG и фармацевтическая компания Altana AG. Был женат вторым браком (1921—1929) на Магде Фридлендер, позднее ставшей известной как Магда Геббельс (после замужества с Йозефом Геббельсом).
Был одним из участников секретной встречи Гитлера с промышленниками 20 февраля 1933 года.

## Период 1933—1945
После назначения Гитлера на должность рейхсканцлера 30 января 1933, Квандт вступил в НСДАП. Предприятия Квандта в это время начали производство военного снаряжения и оборудования (винтовки, артиллерийские орудия, аккумуляторы) для воссоздающихся вооруженных сил Германии. Известно, что из принадлежавших Квандту предприятий по крайней мере три использовали труд заключенных нацистских концлагерей.
По состоянию на 1942 год Квандт состоял в правлениях и наблюдательных советах следующих компаний:
Банки
- Deutsche Bank AG, Berlin (директор)
- Westfalenbank A.G., Bochurn/Westfalen (директор)

Страховые компании
- Rheinische Versichrungsgruppe A.G., Köln (Gerling-Konzern) — председатель
- Friedrich Wilhelm Lebensversicherungs A.G., Berlin (Gerling-Konzern) — председатель
- Rückversicherungs A.G., Köln (дочерняя компания Rheinische Versichrungsgruppe A.G.) — заместитель председателя
- Lebensversicherungs A.G., Köln (дочерняя компания Rückversicherungs A.G.) — заместитель председателя

Промышленные компании
- Allgemeine Elektrizitäts Gesellschaft, Berlin — директор
- Accumulatoren-Fabrick A.G., Berlin (Квандту принадлежало 75 % акций) — председатель Наблюдательного совета
- Deutsche Waffen- und Munitionsfabriken[англ.] A.G., Berlin — председатель Наблюдательного совета
- Durener Metallwerke A.G., Berlin (дочерняя компания Deutsche Waffen- und Munitionsfabriken A.G.) — член Наблюдательного совета
- Berlin-Erfurter Maschinenfabrik Henry Pells &: Co., A.G., Berlin (дочерняя компания Deutsche Waffen- und Munitionsfabriken A.G.) — председатель Наблюдательного совета
- Concordia Elektrizitäts A.G., Dortmund (дочерняя компания Accumulatoren Fabrik A.G.) — председатель Наблюдательного совета
- Dominitwerke GmbH, Berlin (дочерняя компания Accumulatoren Fabrik A.G.) — председатель Наблюдательного совета
- Pertrix-Werke GmbH, Berlin (дочерняя компания Accumulatoren Fabrik A.G.) — председатель Наблюдательного совета
- Wintershall A.G., Kassel — заместитель председателя Наблюдательного совета
- Bergbau A.G. Lothringen, Bochum-Gerthe (дочерняя компания Wintershall A.G.) — заместитель председателя Наблюдательного совета
- Gewerkschaft Victor-Stickstoffwerke, Castrop-Rauxel (дочерняя компания Wintershall A.G.) — член Горного комитета
- Gewerkschaft Wintershall, Heringen — председатель Горного комитета
- Gebrüder Draeger Tuchfabrik, Pritzwalk — совладелец
- Draeger-Werke GmbH, Potsdam-Babelsberg — управляющий
- Byk-Guldenwerke Chemische Fabrik A.G., Berlin — председатель
- Deutsche Wollenwaren-Manufaktur A.G., Grünberg/Sehlesien — председатель
- Deutsche Tuchsyndikat GmbH, Berlin — председатель
- Hermann Herzog & Co. A.G., Neugersdorf/Sachsen (дочерняя компания Concordia Spinnerei & Weberei) — председатель
- Busch-Jaeger, Lüdenscheider Metallwerke A.G., Lüdenscheid/Westfalen — заместитель председателя
- A.G. für Verkehrswesen, Berlin — директор
- Daimler-Benz A.G., Stuttgart — директор
- Deutsches Kalisyndikat GmbH, Berlin — директор
- Kammgarnspinnerei Stöhr & Co. A.G., Leipzig — директор
- Vereinigte Kugellagerfabriken A.G., Schweinfurt (дочерняя компания шведского концерна SKF) — директор